# Спаржевые
Спа́ржевые (лат. Asparagaceae) — семейство однодольных растений порядка Спаржецветные (Asparagales). По современной классификации APG IV по состоянию на июнь 2024 года семейство насчитывает 118 родов и 3 170 ботанических видов.

## Ботаническое описание
Спаржевые большей частью травы, реже полукустарники, кустарники или деревья; листья у них часто заменяются кладодиями, щетинистыми, игольчатыми или пластинчатыми; настоящие листья появляются в виде небольших чешуек. Цветки либо одиночные, появляющиеся на верхушке стебля (Trillium) или в пазухе листьев, либо собраны в кисти (Convallaria, Majanthemum), метёлки или колосья (у Dracaena). Цветок обоеполый или однополый, обыкновенно с трёхчленными кругами, а у Majanthemum, в виде исключения, двучленными. Околоцветник простой, раздельнолистный или (у ландыша) спайнолистный; тычинок два круга; пестик с верхней трёх-, двух- или четырёхгнёздой завязью, коротким столбиком и лопастным рыльцем. Плод — односемянная или многосемянная ягода; семя белковое.

## Классификация
Ранее спаржевые считались стоящими весьма близко к семейству Лилейные (Liliaceae), и многими авторами это семейство принималось лишь за подсемейство лилейных. От лилейных семейство спаржевых отличали тем, что плод у него всегда ягода (у лилейных — коробочка), и тем, что нет луковиц, столь обычных у лилейных.
В Системе классификации APG II большинство родов было вынесено в другие семейства, в результате чего в семействе спаржевых осталось лишь несколько родов:
- Asparagus
- Myrsiphyllum
- Protasparagus

По сравнению с системой классификации APG II (2003) в системе APG III (2009) произошли существенные изменения, коснувшиеся семейства Asparagaceae: в его состав были включены рассматривавшиеся ранее как самостоятельные семейства Агавовые, Гиацинтовые, Иглицевые и некоторые другие. По данным сайта APW, общее число родов семейства на 2010 год составляет 153, общее число видов — 2480.

### Таксономическое положение
- Asparagaceae Juss., 1789,  Gen. Pl. 40

Семейство Спаржевые включается в порядок Спаржецветные (Asparagales), последовательно входящий в более крупные клады Эвдикоты → Цветковые растения. Таксономическая схема в соответствии с Системой APG IV по состоянию на июнь 2024 года:
|  |                          |  |                                   |                       |                     |  | еще 13 семейств |           |  |             |
|  |                          |  |                                   |                       |                     |  |                 |           |  |             |
|  |                          |  |                                   | порядок Спаржецветные |                     |  |                 |           |  |             |
|  |                          |  |                                   |                       |                     |  |                 |           |  | 3 170 видов |
|  | клада Цветковые растения |  |                                   |                       | семейство Спаржевые |  |                 | 118 родов |  |             |
|  | клада Цветковые растения |  |                                   |                       |                     |  |                 | 118 родов |  |             |
|  |                          |  | ещё 63 порядка цветковых растений |                       |                     |  |                 |           |  |             |
|  |                          |  |                                   |                       |                     |  |                 |           |  |             |

### Роды
По современным представлениям, к семейству причисляют следующие 118 родов:
- Acanthocarpus — Акантокарпус
- Agave — Агава
- Albuca — Альбука
- Alrawia — Альравия
- Androstephium
- Anemarrhena
- Anthericum — Венечник, или Антерикум
- Aphyllanthes — Афиллантес
- Arthropodium
- Asparagus — Спаржа, или Аспарагус
- Aspidistra — Аспидистра
- Austronea
- Barnardia — Барнардия
- Beaucarnea
- Behnia
- Bellevalia
- Beschorneria — Бешорнерия
- Bessera
- Bloomeria
- Bowiea — Бовиэя
- Brimeura
- Brodiaea
- Camassia — Камассия
- Chamaexeros
- Chlorogalum
- Chlorophytum — Хлорофитум
- Clara
- Comospermum
- Convallaria — Ландыш
- Cordyline — Кордилина
- Danae — Даная
- Dandya
- Dasylirion
- Daubenya
- Diamena
- Dichelostemma
- Dichopogon
- Diora
- Dipcadi
- Disporopsis — Диспоропсис
- Diuranthera
- Dracaena — Драцена
- Drimia — Дримия
- Drimiopsis — Дримиопсис
- Echeandia — Эхеандия
- Eremocrinum — Эремокринум
- Eriospermum
- Eucomis — Эвкомис
- Eustrephus
- Fessia — Фессия
- Furcraea — Фуркрея
- Fusifilum
- Hagenbachia
- Hastingsia
- Hemiphylacus
- Herreria
- Herreriopsis
- Hesperaloe — Геспералоэ
- Hesperocallis — Гесперокаллис
- Hesperoyucca — Геспероюкка
- Heteropolygonatum
- Hooveria
- Hosta — Хоста
- Hyacinthella — Гиацинтик
- Hyacinthoides — Гиацинтоидес
- Hyacinthus — Гиацинт
- Jaimehintonia
- Lachenalia — Лашеналия
- Laxmannia
- Ledebouria — Ледебурия
- Leucocrinum — Леукокринум
- Liriope — Лириопе
- Lomandra
- Maianthemum — Майник
- Massonia
- Merwilla
- Milla — Милла
- Muilla
- Muscari — Гадючий лук
- Namophila
- Nolina — Нолина
- Ophiopogon — Офиопогон, или Змеебородник
- Ornithogalum — Птицемлечник
- Oziroe
- Paradisea
- Peliosanthes — Пелиосантес
- Petronymphe
- Polygonatum — Купена, или Соломонова печать
- Prospero
- Pseudogaltonia
- Pseudomuscari — Ложномускари
- Pseudoprospero
- Puschkinia — Пушкиния
- Reineckea — Рейнекея
- Resnova
- Rohdea — Родея
- Romnalda
- Ruscus — Иглица
- Schizocarphus
- Schoenolirion
- Scilla — Пролеска
- Semele — Семела
- Sowerbaea
- Speirantha
- Spetaea
- Theropogon — Теропогон
- Thysanotus
- Trichopetalum
- Trihesperus
- Triteleia — Трителейя
- Triteleiopsis
- Tupistra — Тупистра
- Uvularia — Увулярия
- Veltheimia — Вельтгеймия
- Whiteheadia
- Xerolirion
- Yucca — Юкка
- Zagrosia